# 갈매기체육단
갈매기체육단은 조선민주주의인민공화국의 체육단으로, 해군 소속이다. 축구단은 2018/19시즌을 끝으로 2부 리그로 강등당해 현재 2부 리그에서 활동하고 있다.

## 주요 선수
- 위정심

1. ↑  https://n.news.naver.com/sports/kfootball/article/144/0000528108